# Weston (Bath)
Pour les articles homonymes, voir Weston.
Weston est une banlieue et un ward de la ville anglaise de Bath, dans le Somerset. Il s'agit d'un ancien village, situé au nord-ouest de la ville, qui a été rattrapé par la croissance urbaine de Bath au XIXe siècle.

## Histoire
Le Domesday Book indique qu'en 1086, le manoir de Weston est partagé entre l'abbaye de Bath et le seigneur d'origine française Ernulf de Hesdin (en).